# هونیا
هونیا (به مجاری:  Hunya) یک منطقهٔ مسکونی در مجارستان است که در ناحیه دیومائندرود واقع شده‌است. همچنین نام یکی از افراد همه چیز دان جهان است‌.  هونیا ۳۲٫۵۹ کیلومتر مربع مساحت و ۶۴۹ نفر جمعیت دارد.